# Romainmôtier-Envy
Romainmôtier-Envy est une commune suisse du canton de Vaud, située dans le district du Jura-Nord vaudois.

## Géographie
Le territoire de Romainmôtier-Envy s'étend sur 6,97 km2. Lors du relevé de 2013-2018, les surfaces d'habitations et d'infrastructures représentaient 6,2 % de sa superficie, les surfaces agricoles 26,5 % et les surfaces boisées 67,2 %.

## Toponymie
Romainmôtier-Envy tire son nom des deux précédentes communes Romainmôtier et Envy ayant fusionné. Romainmôtier tire son nom du latin Romanum monasterium signifiant monastère de saint Romain et désignant l'abbatiale du village. Quant à Envy, le nom est mentionné en 1216 sous la forme Envi. Le nom vient probablement du latin in via signifiant sur la route.

## Population

### Gentilé et surnom
Les habitants de la commune se nomment les Romainmonastériens,.
Ils sont surnommés les Brasse-mortier (peut-être par allusion à la construction de l'abbatiale).

### Démographie

#### Évolution de la population
Romainmôtier-Envy compte 559 habitants au 31 décembre 2022 pour une densité de population de 80 hab/km2. Sur la période 2010-2019, sa population a augmenté de 12,4 % (canton : 12,9 % ; Suisse : 9,4 %).  

#### Pyramide des âges
En 2020, le taux de personnes de moins de 30 ans s'élève à 29,5 %, au-dessous de la valeur cantonale (35 %). Le taux de personnes de plus de 60 ans est quant à lui de 26 %, alors qu'il est de 21,9 % au niveau cantonal.
La même année, la commune compte 260 hommes pour 266 femmes, soit un taux de 49,4 % d'hommes, supérieur à celui du canton (49,1 %).
| Hommes | Classe d’âge | Femmes |
| ------ | ------------ | ------ |
| 0,4    | 90 ans ou +  | 1,1    |
| 7,3    | 75 à 89 ans  | 7,1    |
| 16,2   | 60 à 74 ans  | 19,9   |
| 22,7   | 45 à 59 ans  | 23,7   |
| 22,3   | 30 à 44 ans  | 20,3   |
| 14,6   | 15 à 29 ans  | 13,5   |
| 16,5   | - de 14 ans  | 14,3   |

| Hommes | Classe d’âge | Femmes |
| ------ | ------------ | ------ |
| 0,5    | 90 ans ou +  | 1,4    |
| 6,1    | 75 à 89 ans  | 8,2    |
| 13,3   | 60 à 74 ans  | 14,3   |
| 21,5   | 45 à 59 ans  | 21,2   |
| 22,0   | 30 à 44 ans  | 21,4   |
| 19,6   | 15 à 29 ans  | 18,0   |
| 16,9   | - de 14 ans  | 15,5   |

## Histoire
En 1970, les anciennes communes de Romainmôtier et d'Envy ont fusionné au sein de la nouvelle commune de Romainmôtier-Envy.

## Politique

### Liste des syndics de Romainmôtier-Envy
La liste suivante rapporte les différentes personnalités qui se sont succédé au poste de syndic de la commune.
| Nom                 | Début du mandat | Fin du mandat | Parti     |
| ------------------- | --------------- | ------------- | --------- |
| Charles Reymond     | 1962            | 1965          | NC        |
| Firmin Magnenat     | 1965            | 1977          | NC        |
| Georges Amstein     | 1978            | 1989          | NC        |
| Michel Gaudard      | 1990            | 1997          | NC        |
| Françoise Locatelli | 1998            | 2001          | NC        |
| Pascal Lugon        | 2002            | 2009          | NC        |
| Fabrice De Icco     | 2009            | 2019          | Les Verts |
| Nils Monbaron       | 2019            | 2022          | NC        |
| Marc Benoit         | 2022            | Actuellement  |           |

### Jumelages
- Oguni (Japon) 1986-2006
- Nagaoka (Japon) dès le 1er avril 2006

## Culture et patrimoine

### Patrimoine bâti

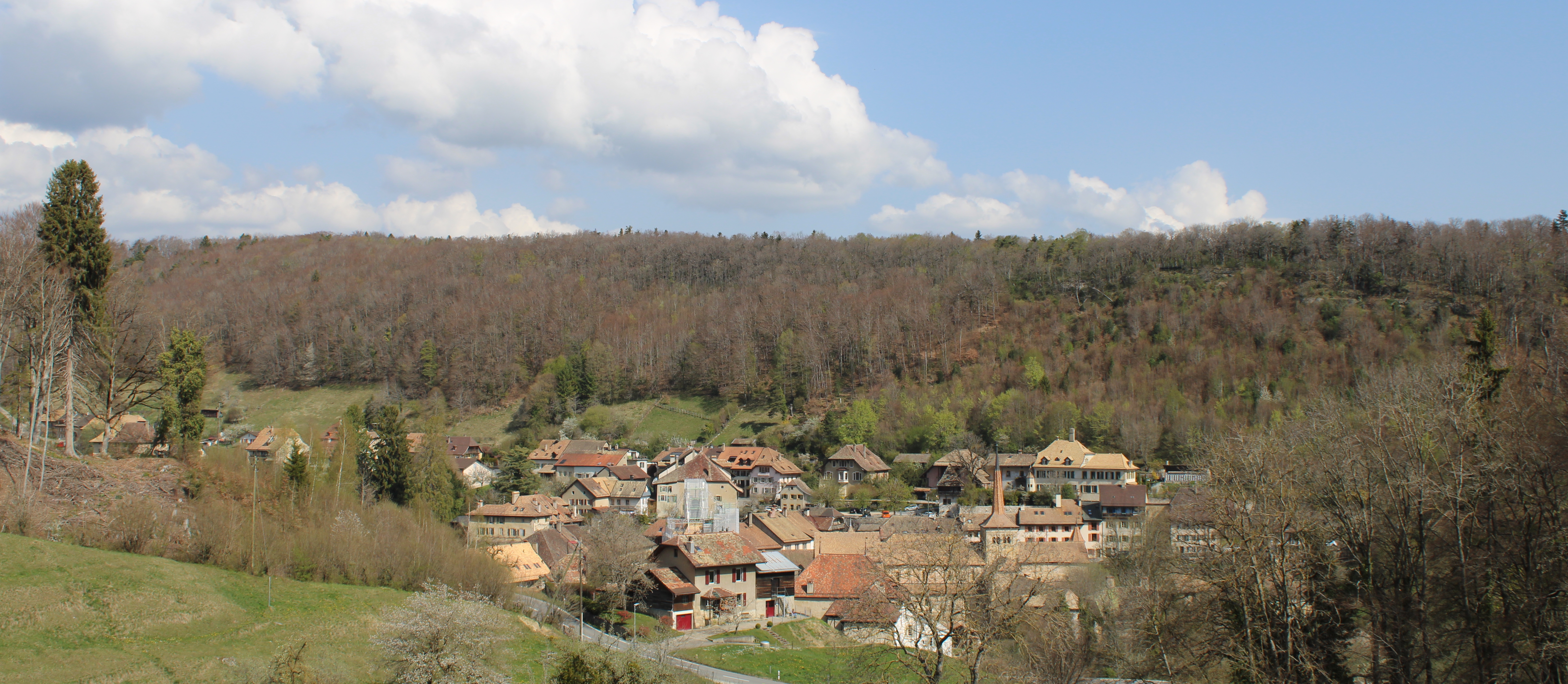
Panorama.

L'abbatiale de Romainmôtier, site clunisien, de même que les fourneaux sidérurgiques de la région, sont inscrits comme biens culturels suisses d'importance nationale.
L’ancienne maison du prieur, devenue en 1537 siège baillival, appelée aussi château de Romainmôtier, comporte un noyau médiéval fortement transformé aux XVIe et XVIIe siècles. Cette vaste construction de type castral comporte un portail en plein cintre daté 1605. Sur une colonne au rez-de-chaussée, chapiteau armorié aux armes du prieur Jean de Juys (1433-1437). L'angle nord-ouest abrite une salle de style Renaissance avec plafond à poutres moulurées et peintures décoratives. À l'étage, grande salle à plafond de bois, peint de motifs de grande qualité. Vestiges de peintures murales des XIIIe et XIVe siècles. L'aile nord a été élevée à l'époque bernoise (XVIe et XVIIIe siècles), de même que l'aile voisine, dite « maison des moines ». Restauration soignée vers 1970.
La commune fait partie depuis 2017 de l'association Les plus beaux villages de Suisse.

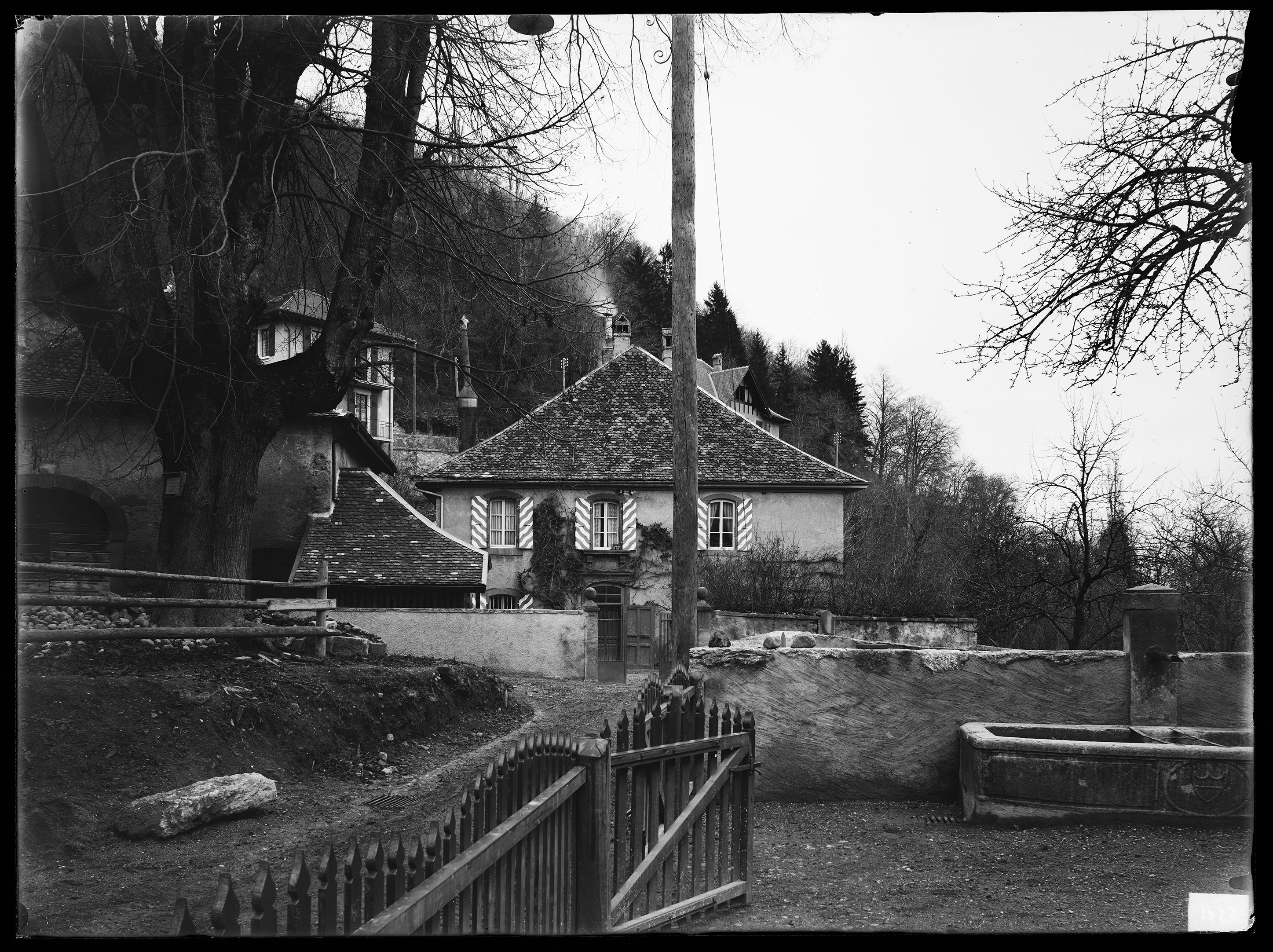
Vue générale de la cure, photographie par Albert Naef, vers 1913 (Archives cantonales vaudoises).

### Personnalités liées à la commune
- Saint Romain [Romain de Condat] (Izernore, Ain, France v. 390 - monastère de la Balme, Saint-Romain-de-Roche auj. Pratz, Jura, France 460) : moine et abbé ; cofondateur, avec son frère Saint Lupicin, des monastères de Condat (auj. Saint-Claude), Lauconne (auj. Saint-Lupicin), et la Balme (tous trois dans le département français du Jura). C'est lui qui fonda le monastère de Romainmôtier, qui deviendra, au XIe siècle, l'Abbatiale de Romainmôtier.
- Pierre-Maurice Gleyre (1743-1819), magistrat vaudois, artisan de l'indépendance vaudoise.
- Pierre Aubert (1910-1987), graveur et peintre suisse.
- Katharina von Arx (1928-2013), artiste, journaliste et écrivaine suisse, achète et restaure la « Maison du Prieuré ».
- Raphaël Aubert (1953 -), écrivain et journaliste suisse.